# 奥尔蒂盖拉湾
奥尔蒂盖拉湾（或）是位于伊比利亚半岛加利西亚拉科鲁尼亚省北部的一个溺灣。
奥尔蒂盖拉湾是许多迁徙鸟类的越冬场所。它于1989年12月5日被列入湿地公约。

## 植物群
与加利西亚海岸的其他地区一样，由于桉树的大量栽培，大量的原始森林已经消失。现在主要的植被类型有柳树、桦木以及栗树等。在这些乔木下分布有多种树莓和蕨类植物。灌木丛中的主要物种为荆豆（Ulex europaeus）和金雀花（Cytisus scoparius）。在奥尔蒂盖拉湾边的一些地方上还分布有蒲草，主要的种类为黄菖蒲。
在潮汐退后的平原上，分布有大叶藻等许多藻類，如皱波角叉菜、海帶和松藻。
奥尔蒂盖拉这个地名来自拉丁语的蕁麻（urtica），这种植物被当地人们广泛用于偏方疗法和日常料理。

## 图集

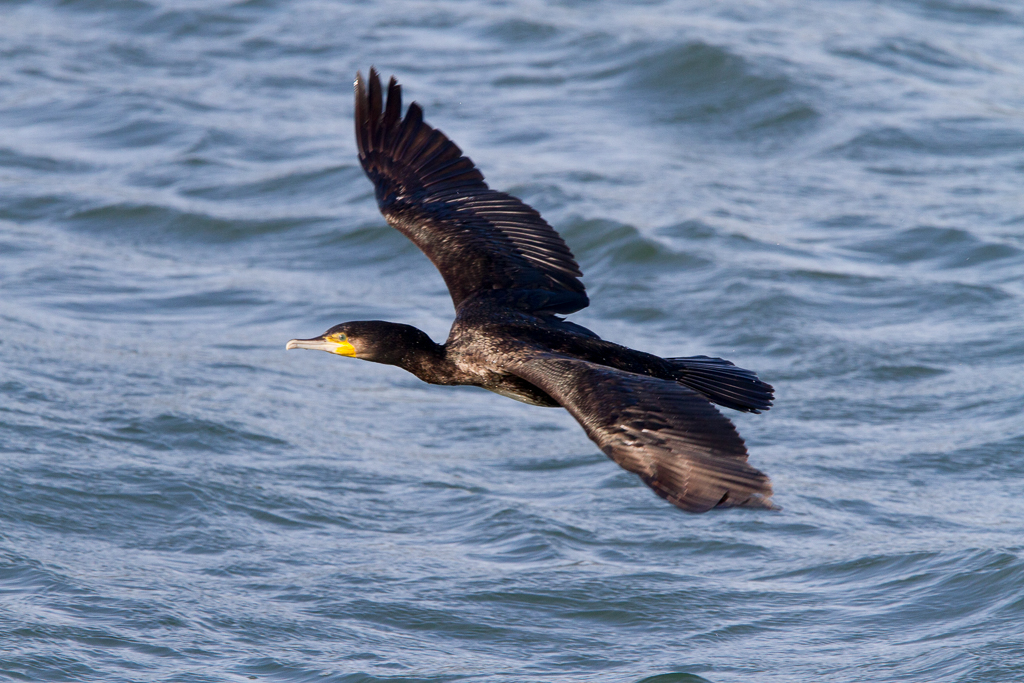
普通鸕鶿 (Phalocrocorax carbo)
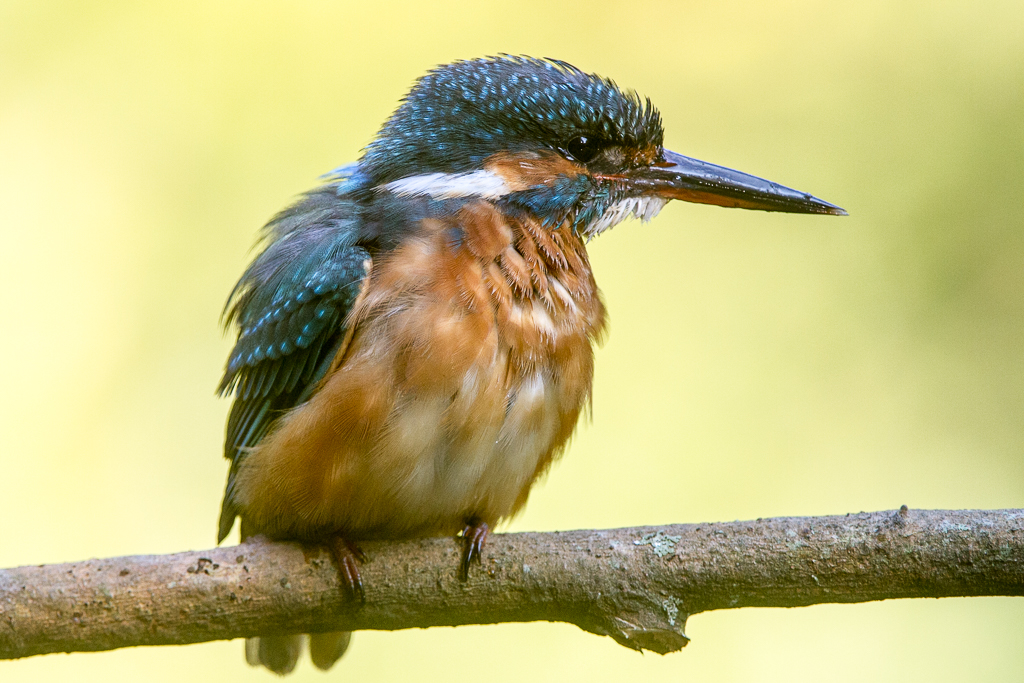
普通翠鸟 (Alcedo athis)
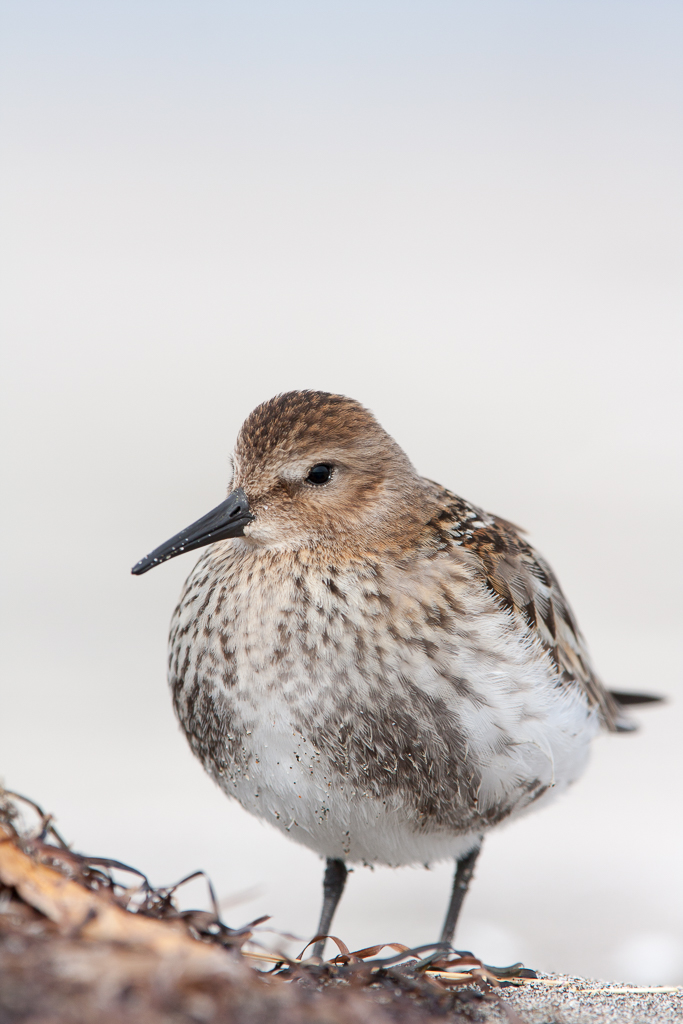
黑腹滨鹬 (Calidris alpina)
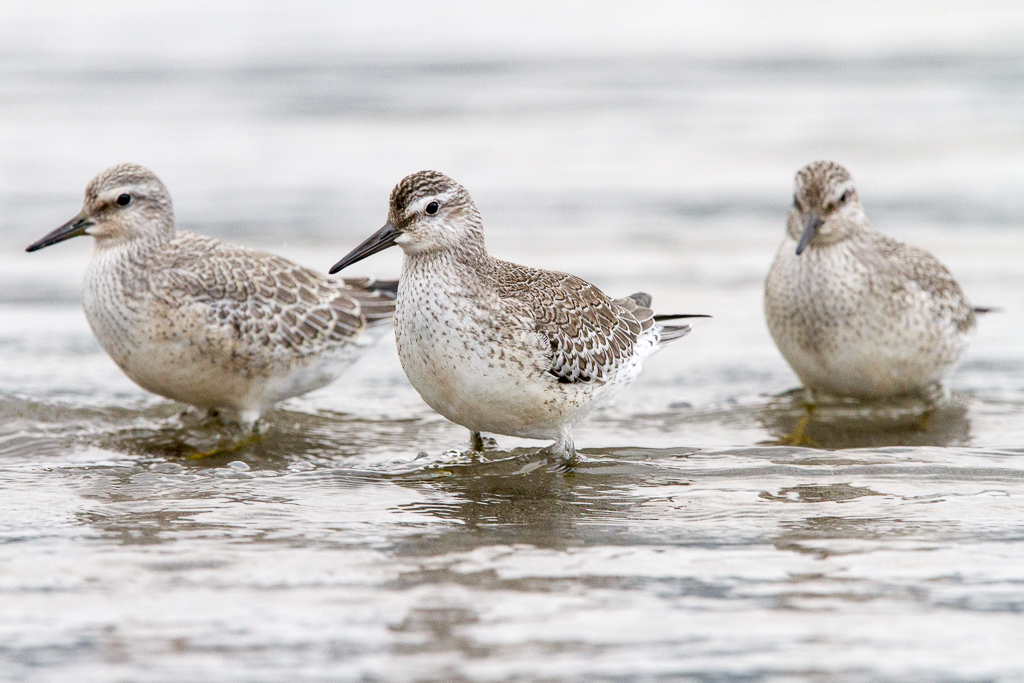
红腹滨鹬 (Calidris canutus)
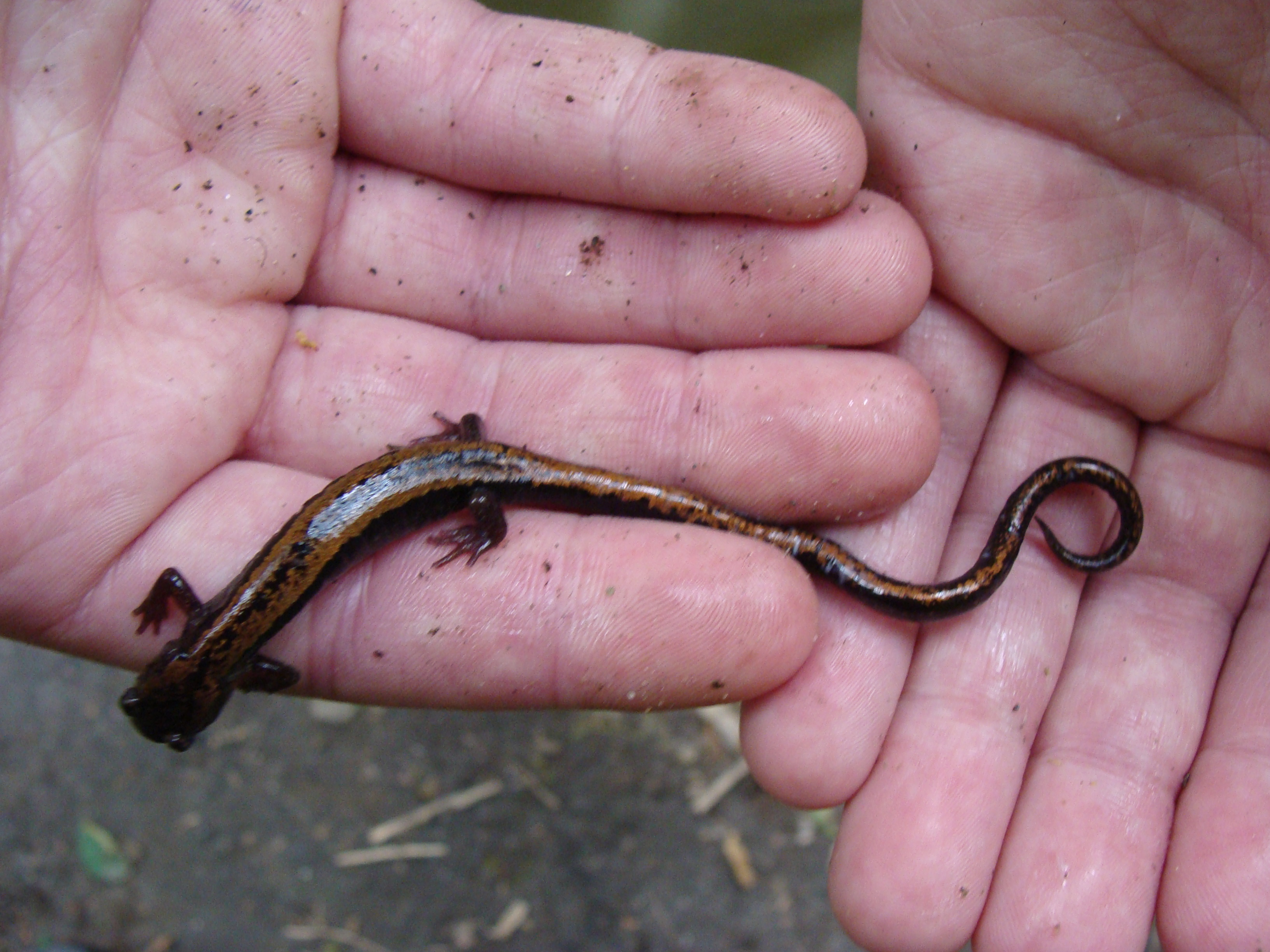
加利西亚蝾螈(Chioglossa lusitanica)
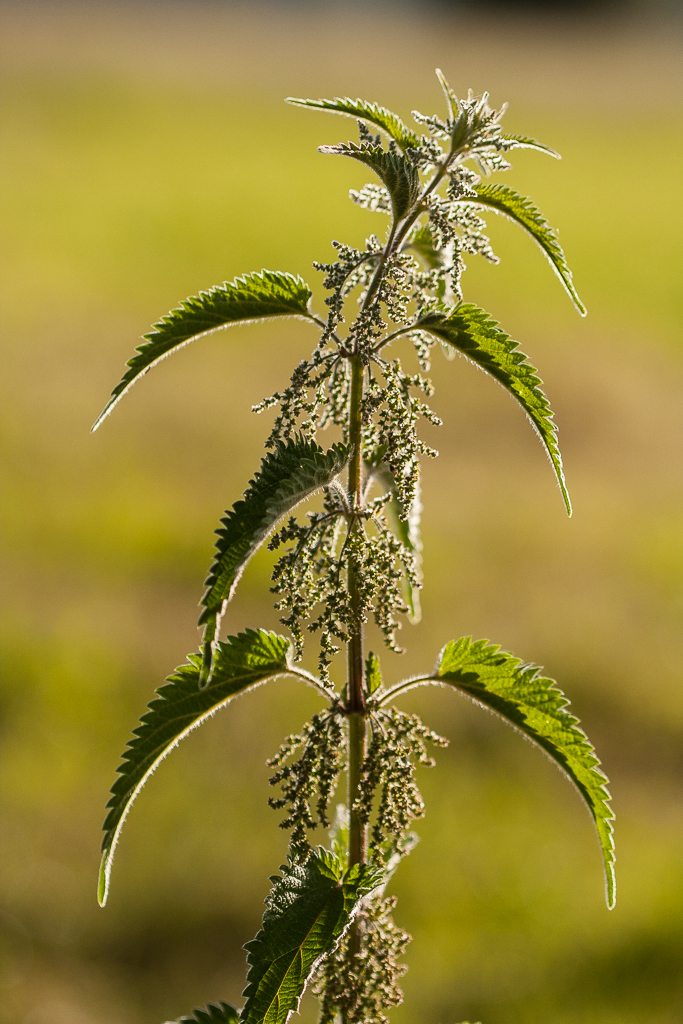
蕁麻 (Urtica dioica).
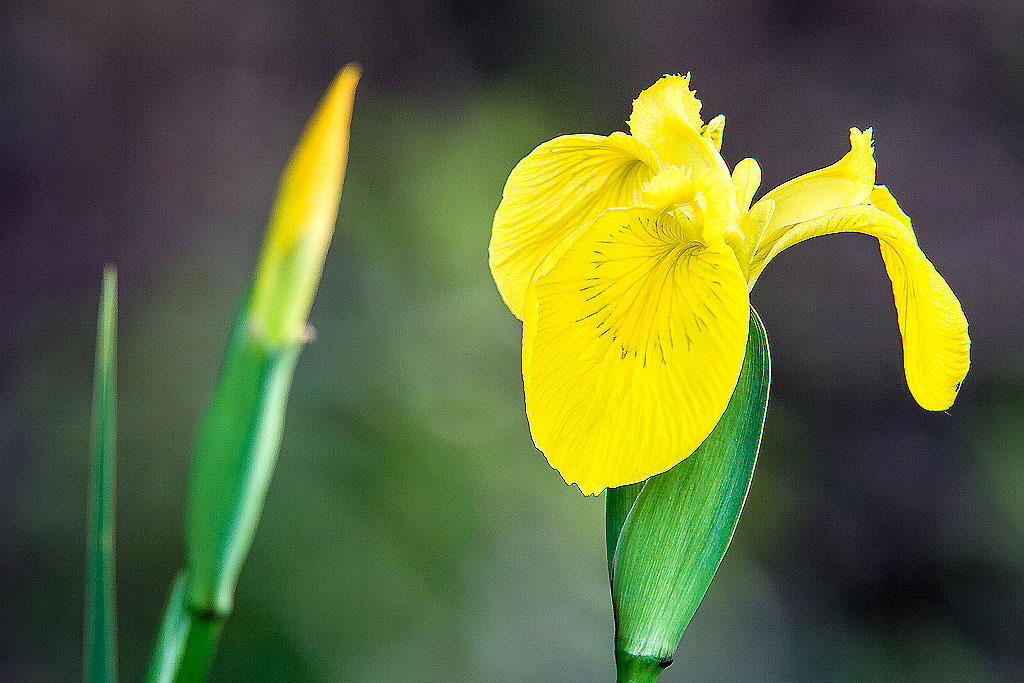
黄菖蒲 (Iris pseudacorus)
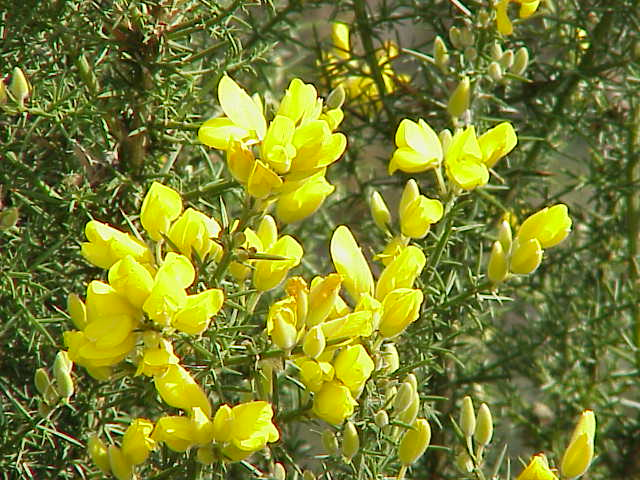
荆豆 (Ulex europaeus)
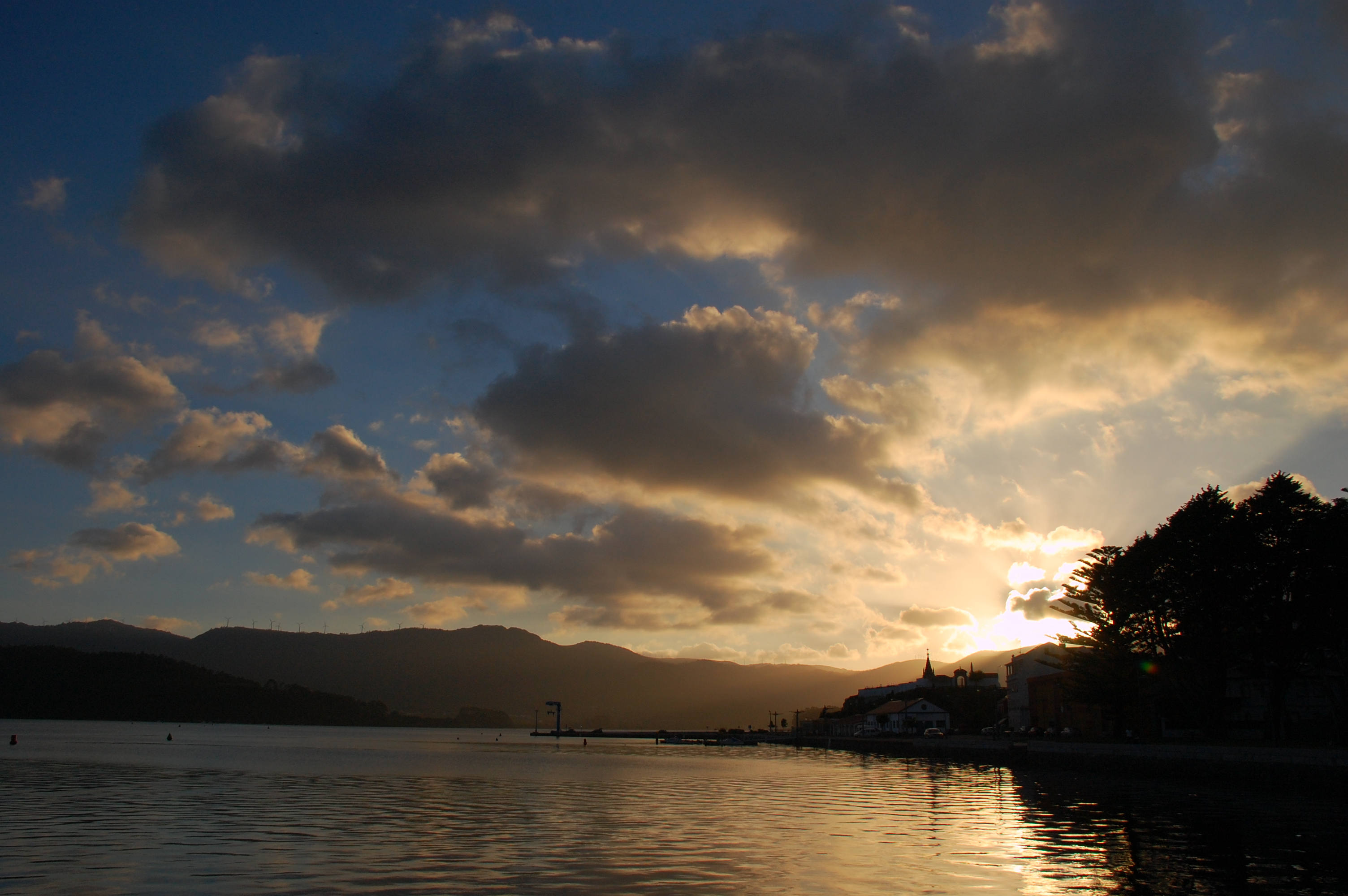
自然风光
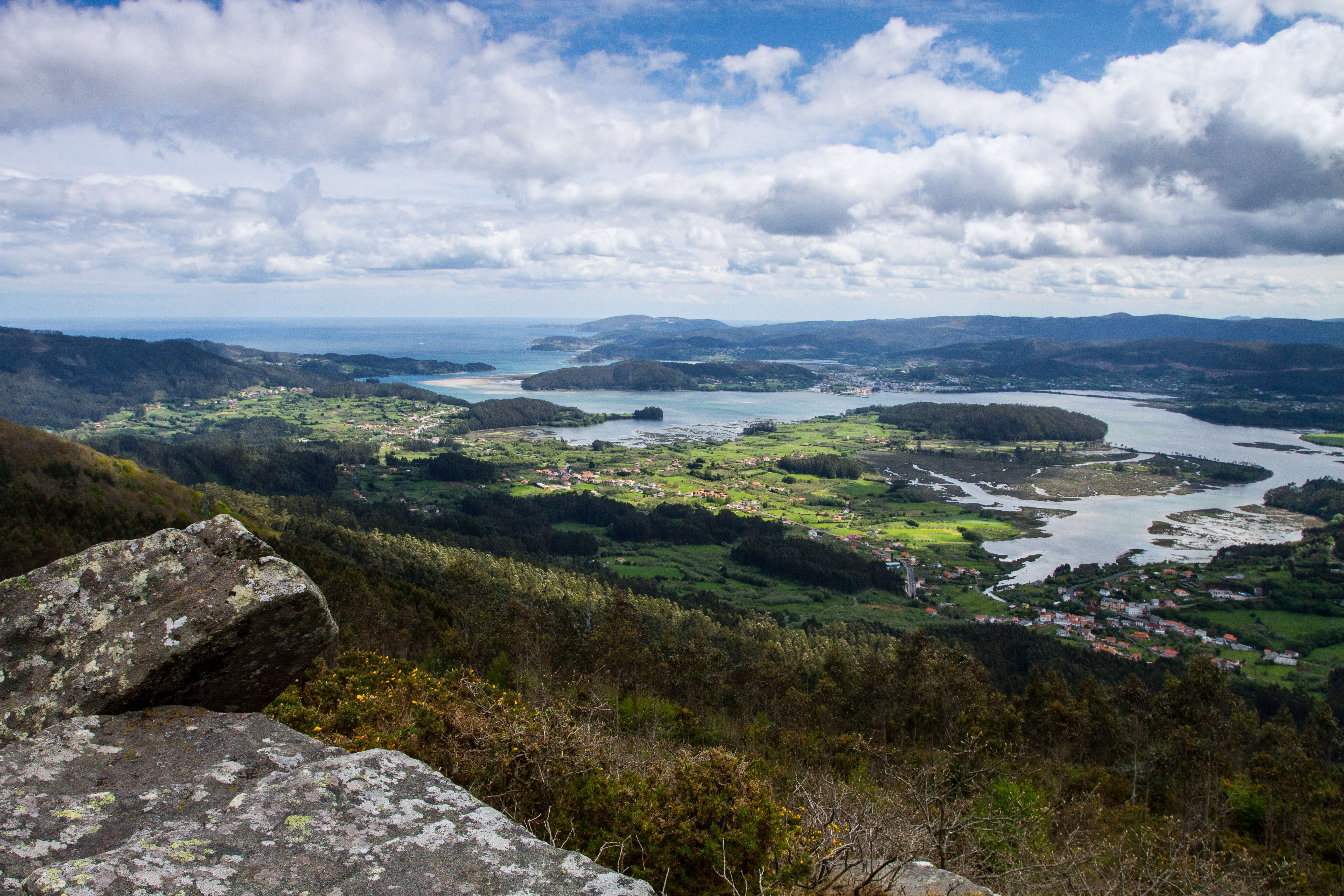
自然风光
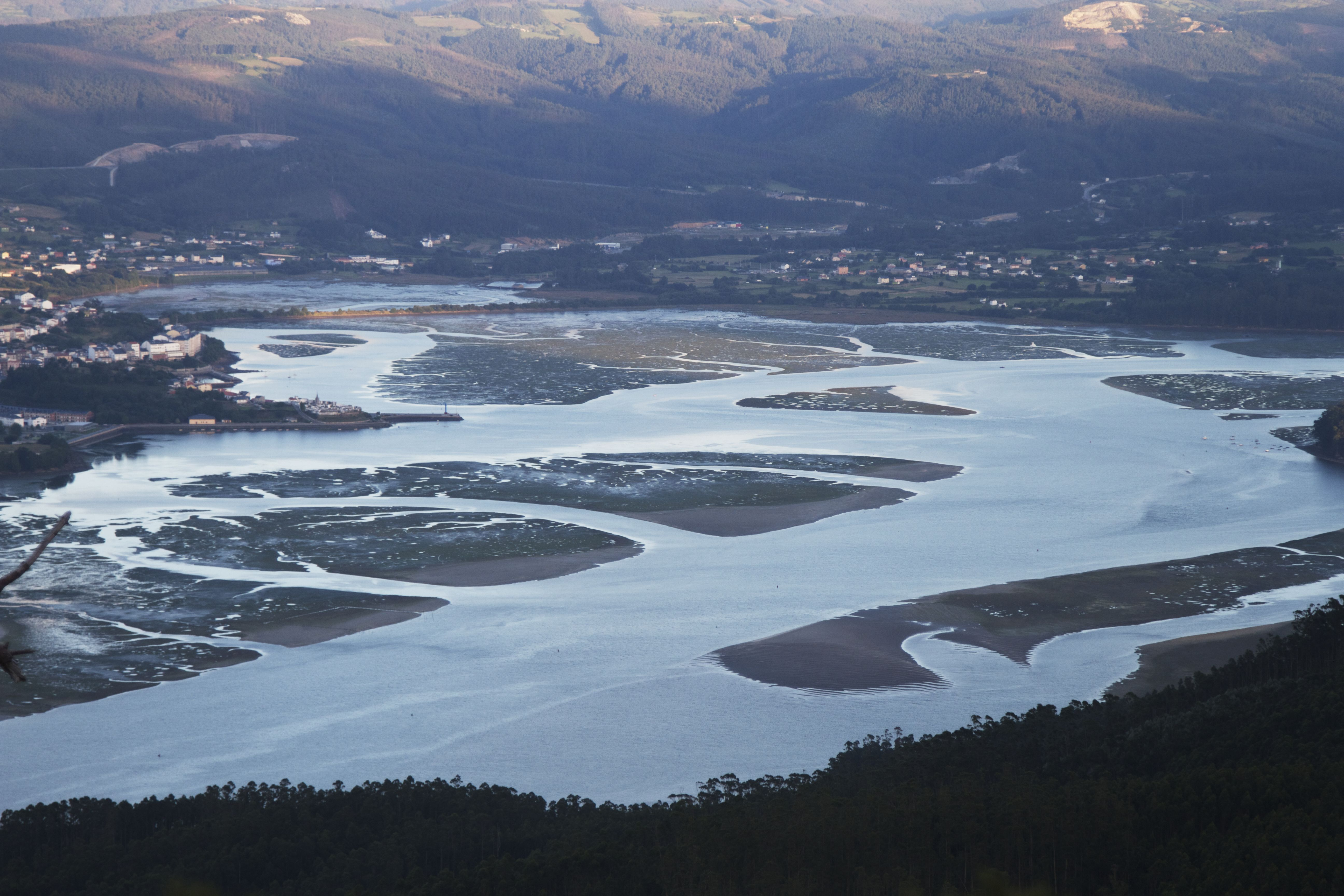
自然风光
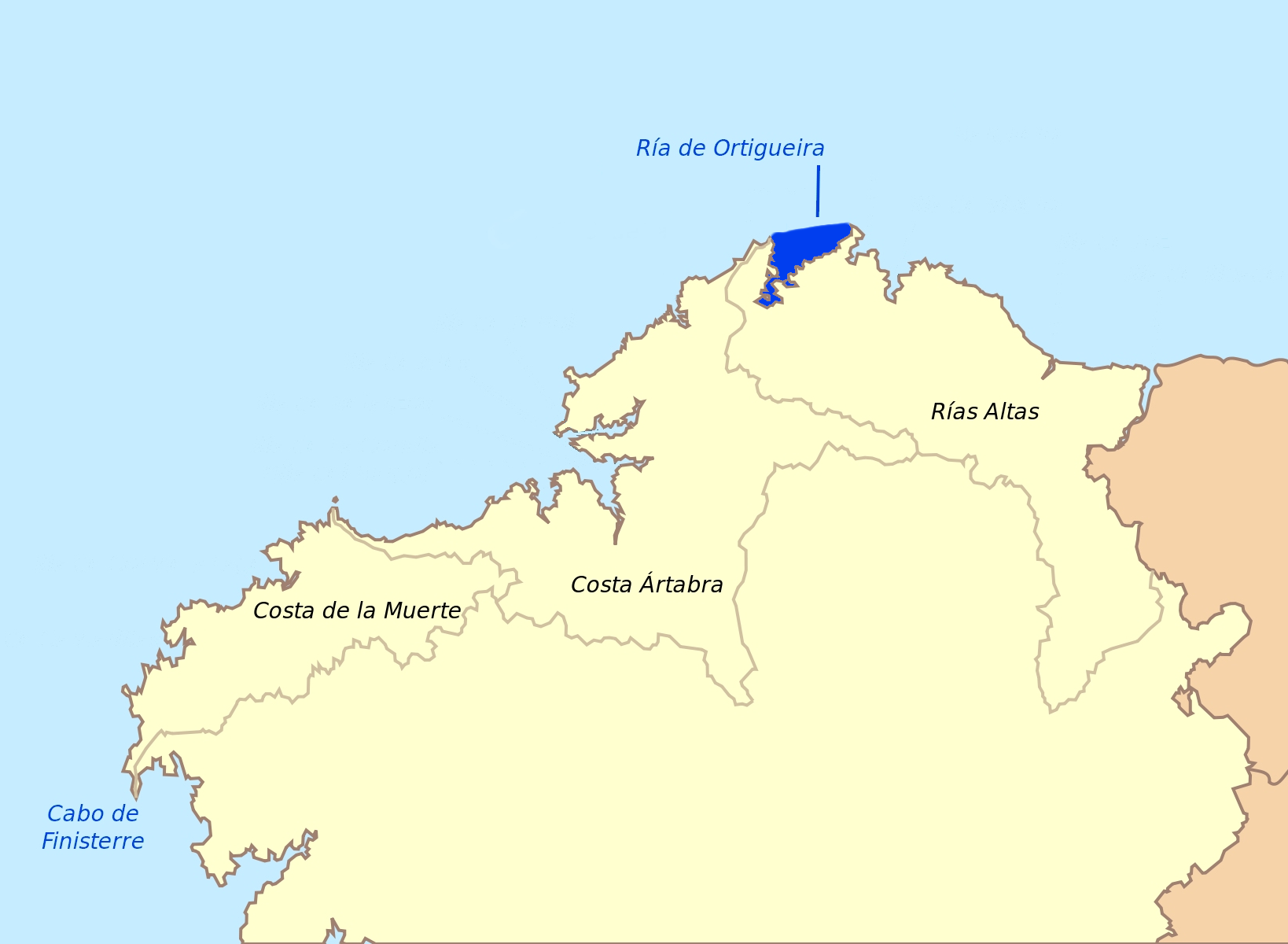
位置